# Ju-Jitsu no World Combat Games de 2013
A disputa do Ju-Jitsu no World Combat Games de St. Petersburg-2013 se deu na Arena 2 do Yubileiny Sports Complex nos dias 24 e 25 de Outubro de 2013.
O embaixador da modalidade nesta edição do World Combat Games foi o italiano Vincent Parisi, que é a pessoa com mais títulos no desporte na história.

## Quadro de medalhas
Legenda:
| Ordem | País          | Medalha de ouro | Medalha de prata | Medalha de bronze | Total |
| ----- | ------------- | --------------- | ---------------- | ----------------- | ----- |
| 1     | Rússia        | 4               | 1                | 0                 | 5     |
| 2     | Itália        | 1               | 2                | 0                 | 3     |
| 3     | Israel        | 1               | 1                | 0                 | 2     |
| 4     | Polónia       | 1               | 0                | 4                 | 5     |
| 5     | França        | 1               | 0                | 1                 | 2     |
| 6     | México        | 1               | 0                | 0                 | 1     |
| 7     | Áustria       | 0               | 1                | 0                 | 1     |
| 7     | Alemanha      | 0               | 1                | 0                 | 1     |
| 7     | Irão          | 0               | 1                | 0                 | 1     |
| 7     | Espanha       | 0               | 1                | 0                 | 1     |
| 7     | Suécia        | 0               | 1                | 0                 | 1     |
| 12    | Cazaquistão   | 0               | 0                | 1                 | 1     |
| 12    | Países Baixos | 0               | 0                | 1                 | 1     |
| 12    | Eslovênia     | 0               | 0                | 1                 | 1     |
| 12    | Ucrânia       | 0               | 0                | 1                 | 1     |
| Total | Total         | 9               | 9                | 9                 | 27    |

## Medalhistas

### Masculino
| Evento          | Ouro                          | Prata                            | Bronze                           |
| --------------- | ----------------------------- | -------------------------------- | -------------------------------- |
| Duo             | Países Baixos                 | Espanha                          | Colômbia                         |
| Fighting 62 kg  | Pavel Korzhavykh (RUS)        | Francisco Garcia Fernandez (ESP) | Tileukabul Amanturlyev (KAZ)     |
| Fighting 69 kg  | Dmitrii Beshenetc (RUS)       | Giovannibbattista Vitale (ITA)   | Sebastien Marty (FRA)            |
| Fighting 77 kg  | Ilia Borok (RUS)              | Fredrik Widgren (SWE)            | Percy Kunsa Bi Aku (FRA)         |
| Fighting 85 kg  | Alexey Ivanov (RUS)           | Ivan Nastenko (UKR)              | Ali Smail (ALG)                  |
| Fighting 94 kg  | Ilia Charkin (RUS)            | Mohsen Hamidiaghchay (IRI)       | Benjamin Lah (SLO)               |
| Fighting +94 kg | Mojtaba Akbari (IRI)          | Mikhail Smirnov (RUS)            | Jacek Szewczak (POL)             |
| Ne-Waza 70 kg   | Oren-Shlomo Levin (ISR)       | Fedor Serov (RUS)                | Mariusz Abramiuk (POL)           |
| Ne-Waza 85 kg   | Dan Schon (MEX)               | David Ben Zaken (ISR)            | Karol Dzieniszewski (POL)        |
| Ne-Waza +85 kg  | Camil Dragos Moldoveanu (ROM) | Abdel Hakim Djabali (FRA)        | Christos-Chrant Kelletzian (GRE) |

### Feminino
| Evento          | Ouro                          | Prata                         | Bronze                     |
| --------------- | ----------------------------- | ----------------------------- | -------------------------- |
| Duo             | Áustria                       | Suíça                         | Suécia                     |
| Fighting 55 kg  | Martyna Bieronska (POL)       | Jessica Scricciolo (ITA)      | Anastasiia Nastenko (UKR)  |
| Fighting 62 kg  | Carina Waltraud Neupert (GER) | Charlotte Beyer (DEN)         | Sara Widgren (SWE)         |
| Fighting 70 kg  | Alexandra Ivanova (RUS)       | Laura Boco (ITA)              | Emilia Mackowiak (POL)     |
| Fighting +70 kg | Catherine Jacques (BEL)       | Alla Paderina (RUS)           | Jennie Marika Brolin (SWE) |
| Ne-Waza 58 kg   | Oceane Talvard (FRA)          | Elisabeth Olbert (AUT)        | Martyna Bieronska (POL)    |
| Ne-Waza 70 kg   | Olga Medvedeva (RUS)          | Madeline Choconta Rojas (COL) | Mona Lisa Elena Ion (ROM)  |

### Misto
| Evento | Ouro                                      | Prata                                    | Bronze                                           |
| ------ | ----------------------------------------- | ---------------------------------------- | ------------------------------------------------ |
| Duo    | Itália · Sara Paganini · Michele Vallieri | Alemanha · Tom Ismer · Dominika Zagorski | Países Baixos · Ruben Assmann · Saskia Boomgaard |